# Dominick Barlow
Dominick Barlow (Hackensack, Nueva Jersey; 26 de mayo de 2003) es un baloncestista estadounidense que pertenece a la plantilla de los Atlanta Hawks de la NBA, con un contrato dual que le permite jugar además en su filial de la G League, los College Park Skyhawks. Con 2,06 metros de estatura, juega en la posición de ala-pívot. 

## Trayectoria deportiva

### Profesional

#### Overtime Elite
El 2 de septiembre de 2021, Barlow firmó con Overtime Elite (OTE) para la temporada inaugural de la liga, renunciando a tener una carrera universitaria. Jugó para Team Overtime en OTE, promediando 14,8 puntos y 5,9 rebotes por partido.

#### NBA
Tras no ser elegido en el Draft de la NBA de 2022, el 11 de julio firmó un contrato dual con los San Antonio Spurs y su filial en la G League, los Austin Spurs.
Tras dos temporadas en San Antonio, donde disputó 61 encuentros con el primer equipo, el 31 de julio de 2024 firma un contrato dual con Atlanta Hawks.

## Estadísticas de su carrera en la NBA

### Temporada regular
| Año     | Equipo      | PJ | PT | MPP  | %TC  | %3P  | %TL  | RPP | APP | ROB | TPP | PPP |
| ------- | ----------- | -- | -- | ---- | ---- | ---- | ---- | --- | --- | --- | --- | --- |
| 2022-23 | San Antonio | 28 | 0  | 14.6 | .535 | .000 | .720 | 3.6 | .9  | .4  | .7  | 3.9 |
| 2023-24 | San Antonio | 33 | 1  | 12.7 | .496 | .333 | .690 | 3.4 | 1.1 | .4  | .4  | 4.4 |
| 2024-25 | Atlanta     | 35 | 4  | 10.7 | .531 | .259 | .636 | 2.4 | .5  | .3  | .5  | 4.2 |
| Total   | Total       | 96 | 5  | 12.5 | .519 | .250 | .680 | 3.1 | .8  | .3  | .5  | 4.2 |